# Michel Elkoubi
Pas d'image ? Cliquez ici
Michel Elkoubi, né le 19 février 1947 à Casablanca et mort le 7 novembre 2024 à Saint-Avé près de Vannes,, est un pilote automobile français actif dans les années 1970.

## Carrière dans le sport automobile
Michel Elkoubi a participé deux fois aux 24 Heures du Mans dans les années 1970. Après n'avoir pas réussi à être classé en 1978 en tant qu'équipier de Pierre Yver et Philippe Streiff sur une Lola T296, il termine 21e au général en 1979.

### Résultas aux24 Heuresdu Mans
| Année | Équipe             | Voiture   | Équipier    | Équipier         | Classement  |
| ----- | ------------------ | --------- | ----------- | ---------------- | ----------- |
| 1978  | Team Pronuptia     | Lola T296 | Pierre Yver | Philippe Streiff | Non classés |
| 1979  | Lambretta S.A.F.D, | Lola T298 | Pierre Yver | Max Cohen-Olivar | 21e         |